# فوتون

ساختار موجی فوتون

فوتون (به انگلیسی: Photon) که معمولاً با نماد {\displaystyle \gamma } نمایش داده می‌شود، یک ذره بنیادی است. فوتون یک کوانتوم یا به‌عبارتی کم‌ترین مقدار قابل اندازه‌گیری در یک میدان الکترومغناطیسی مانند تابش الکترومغناطیسی (نور و امواج رادیویی) محسوب می‌شود و همچنین در نقش حامل نیرو برای نیروی الکترومغناطیس نیز عمل می‌کند. فوتون جرم ندارند. (جرم ذاتی یا سکون ندارند) اگرچه سرعت فوتون به محیط بستگی دارد اما در محیط خلأ، همواره با سرعتی برابر با سرعت نور، معادل ۲۹۹٬۷۹۲٬۴۵۸ متر بر ثانیه حرکت می‌کنند.
مانند همه ذرات بنیادی، مکانیک کوانتومی بهترین توضیح را در مورد فوتون‌ها ارائه می‌نماید، ذراتی که مانند الکترون‌ها از خود دوگانگی موج و ذره نشان می‌دهند؛ به‌طوری که دارای هر دو خاصیت موجی و ذره‌ای هستند. مفهوم مدرن فوتون از پژوهش‌های آلبرت اینشتین در طول دو دهه ابتدایی قرن بیستم سرچشمه می‌گیرد، کسی که از تحقیقات را بر پایه کارهای ماکس پلانک بنا کرد. ماکس پلانک در تلاش برای توضیح این‌که چطور ماده و تابش الکترومغناطیس می‌توانند با یکدیگر در تعادل باشند، پیشنهاد کرد که انرژی ذخیره شده در اجسام مادی، متشکل از تعداد صحیحی از واحدهایی هم‌اندازه و مجزا از یک‌دیگر است،به عبارت دیگر بسته های انرژی که به صورت تعدادی صحیح در نظر گرفته شود. اینشتین پیشنهاد کرد که خود نور از واحدهای مجزایی از انرژی تشکیل شده‌است. آزمایش‌های انجام شده، نظر اینشتین در مورد نور را تأیید کرد و در سال ۱۹۲۶، گیلبرت لوییس واژه فوتون را برای این واحدهای انرژی ترویج کرد.
در مدل استاندارد در فیزیک ذرات، فوتون‌ها و سایر ذره‌های بنیادی به‌عنوان نتایج ضروری قوانین فیزیکی که دارای تقارن مشخص در هر نقطه از فضا-زمان هستند، توصیف می‌شوند. خواص ذاتی ذره‌هایی مانند بار الکتریکی، جرم و اسپین توسط نظریه پیمانه‌ای تعیین می‌شوند. مفهوم فوتون منجر به دستاوردهای بسیار مهمی در فیزیک نظری و تجربی گردید که از لیزرها، چگالش بوز-اینشتین، نظریه میدان‌های کوانتومی و دامنه احتمال در مکانیک کوانتومی از جمله آن‌ها هستند. مفهوم فوتون همچنین در زمینه‌هایی مانند فتوشیمی، میکروسکوپ‌های دارای قدرت تفکیک بالا و اندازه‌گیری فواصل مولکولی استفاده شده‌است. اخیراً، فوتون‌ها به‌عنوان عناصر مورد استفاده در ساخت کامپیوترهای کوانتومی، کاربرد در تصویربرداری نوری و مخابرات نوری مانند رمزنگاری کوانتومی، مورد پژوهش قرار گرفته‌اند.

## نام‌گذاری

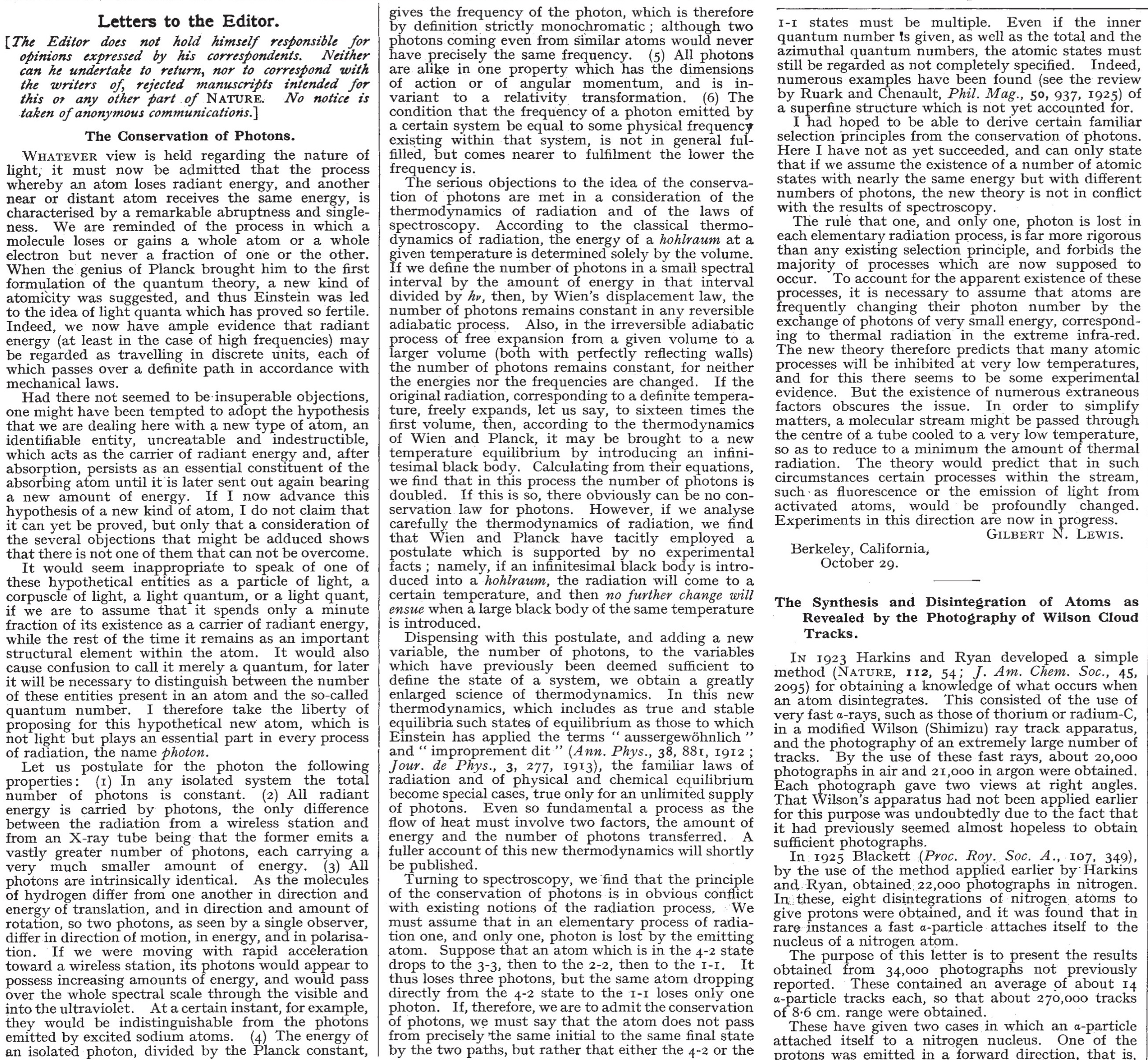
نامه گیلبرت لوییس در سال ۱۹۲۶ که در آن از واژه فوتون استفاده کرد.

واژه کوانتا (مفرد کوانتوم و برگرفته از عبارت لاتین چه مقدار) تا قبل از سال ۱۹۰۰، برای اشاره به ذرات یا مقادیری از کمیت‌های مختلف مانند الکتریسیته به کار برده می‌شد. در سال ۱۹۰۰ فیزیک‌دان آلمانی ماکس پلانک که مشغول مطالعه تابش جسم سیاه بود، پیشنهاد کرد که اگر انرژی ذخیره شده درون یک مولکول، کمیتی مجزا و متشکل از تعداد صحیحی از واحدهایی هم‌اندازه و مجزا از یک‌دیگر با عنوان واحدهای سازنده انرژی در نظر گرفته شود، مشاهده‌های تجربی به‌ویژه در طول موج‌های کوتاه‌تر قابل توضیح خواهد بود. درسال ۱۹۰۵ آلبرت اینشتین، در مقاله‌ای که منتشر کرد پیشنهاد نمود که بسیاری از پدیده‌ای مرتبط با نور، مانند تابش جسم سیاه و اثر فوتوالکتریک، با استفاده از مدل‌سازی امواج الکترومغناطیس به‌صورت بسته‌های موجی مجزا و دارای موقعیت مشخص، بهتر توضیح داده می‌شوند. او این بسته‌های موجی را کوانتوم نور (به انگلیسی: light quantum)(به آلمانی: das Lichtquant) نامید.
نام فوتون، برگرفته از واژه‌ای یونانی برای نور به نام فوس (به انگلیسی: phôs)(به یونانی: φῶς) است. آرتور کامپتون با اشاره به گیلبرت لوییس که این واژه را در نامه‌ای به مجله نیچر در سال ۱۸ دسامبر سال ۱۹۲۶ رایج کرد، از واژه فوتون استفاده کرد. همین نام قبلاً نیز مورد استفاده قرار گرفته بود اما تا زمان لوییس به‌صورت گسترده مورد پذیرش قرار نگرفته بود. به‌عنوان مثال در فوتون در سال ۱۹۱۶ توسط فیزیک‌دان آمریکایی، لئنوارد تی. ترولند، در سال ۱۹۲۱ توسط فیزیک‌دان ایرلندی، جان جالی، در سال ۱۹۲۴ توسط فیزیک‌دان فرانسوی، رنه وورمسر و در سال ۱۹۲۶ توسط فیزیک‌دان فرانسوی دیگری به‌نام فریتهویف وولفرز استفاده شده بود. نام فوتون در ابتدا به‌عنوان واحدی مرتبط به روشنایی چشم و در نتیجه تشخیص نور مطرح شد و بعداً در متون مربوط به فیزیولوژی مورد استفاده قرار گرفت. با این‌حال، نظریه وولفرز و لوییس توسط آزمایش‌های بسیاری نقض و هرگز پذیرفته نشد. نام فوتون در واقع پس از این‌که کامپتون از آن استفاده کرد، ترویج پیدا کرد.
در فیزیک، یک فوتون معمولاً با علامت γ (عبارت یونانی گاما) نمایش داده می‌شود. این نماد احتمالاً برگرفته از امواج گاما است که در سال ۱۹۰۰ توسط پائول اولریش ویلار کشف، توسط ارنست رادرفورد در سال ۱۹۰۳ نام‌گذاری و در سال ۱۹۱۴، توسط رادرفورد و ادوارد آندراده نشان داده شد که یک تابش الکترومغناطیس است. در شیمی و مهندسی اپتیک و لیزر، فوتون‌ها معمولاً با نماد hν نشان داده می‌شوند که h معادل انرژی فوتون و حرف یونانی نو (ν) نماینده ثابت پلانک و معادل فرکانس فوتون است. در موارد معدودی ممکن است فوتون به‌صورت hf نیز نمایش داده شود که در آن حرف f اشاره به فرکانس فوتون دارد.

## خواص فیزیکی
فوتون بدون جرم، فاقد بار الکتریکی و ذره‌ای پایدار است. در خلأ، یک فوتون دارای دو حالت قطبش (موج‌ها) ممکن است. فوتون در الکترومغناطیس یک بوزون پیمانه‌ای محسوب می‌شود و مانند هر ذره ی دیگری خواصیت موجی_ذره ای دارد و بنابراین تمامی عددهای کوانتومی آن (مانند عدد لپتونی، عدد باریونی و عدد طعم کوانتومی) برابر با صفر هستند. همچنین، فوتون از اصل طرد پائولی پیروی نمی‌کند و در عوض از آمار بوز-اینشتین تبعیت می‌کند.
فوتون‌ها طی فرایند طبیعی بسیاری منتشر می‌شوند. به‌عنوان مثال، زمانی‌که یک شتاب داده شود، شروع به انتشار تابش سنکروترون می‌نماید. در طول یک انتقال مولکولی، اتمی یا هسته‌ای به سطوح انرژی پایین‌تر، فوتون‌هایی با مقادیر انرژی مختلفی امواج رادیویی تا امواج گاما، منتشر می‌شوند. فوتون‌ها همچنین می‌توانند زمانی منتشر شوند که یک ذره و پادذره‌های مرتبط با آن، دچار نابودی می‌شوند (به‌عنوان مثال مانند نابودی الکترون-پوزیترون).

### انرژی و اندازه حرکت نسبی

مخروط مقادیر ممکن از موج چهار برداری فوتون را نشان می‌دهد. محور زمان، فرکانس زاویه‌ای (با واحد رادیان برثانیه) را فراهم می‌کند و محور مکان نمایان‌گر عدد موجی زاویه‌ای (با وحد رادیان برمتر) است. بخش سبز و بنفش رنگ نیز، نشان دهنده قطبیدگی چپ و راست هستند.

در فضای خالی، فوتون با سرعت نور (c) حرکت می‌کند و انرژی و اندازه حرکت آن با معادله E = pc مرتبط است که در این معادله، p معادل اندازه بردار اندازه حرکت p است. این موضوع از معادله نسبیتی پایین با قرار دادن m=۰، به‌دست می‌آید:
{\displaystyle E^{2}=p^{2}c^{2}+m^{2}c^{4}.}
انرژی و اندازه حرکت یک فوتون فقط به فرکانس آن ({\displaystyle \nu }) یا به‌صورت وارونه‌ای به طول موج (λ) آن وابسته است.
{\displaystyle E=\hbar \omega =h\nu ={\frac {hc}{\lambda }}}
{\displaystyle {\boldsymbol {p}}=\hbar {\boldsymbol {k}},}
جایی‌که k نماد بردار موج، ω = ۲πν معادل فرکانس زاویه‌ای و ħ = h/2π ثابت پلانک تقلیل یافته است.
به‌علت این‌که p در راستای حرکت فوتون است، ابعاد اندازه حرکت برابر است با:
{\displaystyle p=\hbar k={\frac {h\nu }{c}}={\frac {h}{\lambda }}.}
فوتون همچنین حامل کمیتی به‌نام اندازه حرکت زاویه‌ای اسپینی است که مقدار آن مستقل از فرکانس فوتون است. چون فوتون‌ها معمولاً با سرعت نور در حال حرکت هستند، اسپین به بهترین شکل با استفاده از اجزای اندازه‌گیری شده در امتداد حرکت فوتون بیان می‌شود که به‌همین طریق مارپیچگی آن برابر با ±ħ است. این دو حالت مارپیچگی ممکن، اصطلاحاً مارپیچیدگی‌های راست‌گرد و چپ‌گرد نامیده می‌شوند که مشابه دو حالت قطبیدگی دورانی فوتون هستند.
برای نشان دادن اهمیت این فرمول‌ها، نابودی یک ذره با پادذره خود در یک فضای آزاد باید منجر به ایجاد حداقل دو فوتون شود. در چهارچوب اندازه حرکت مرکز، برخورد پادذره‌ها فاقد اندازه حرکت خالص هستند، در حالی‌که یک فوتون منفرد همیشه دارای اندازه حرکت است (چون همان‌طور که شاهد بوده‌ایم، اندازه حرکت توسط فرکانس یا طول موج تعیین می‌شود که این متغیرها نیز نمی‌توانند صفر باشند). بنابراین، بقای اندازه حرکت (یا معادل آن: تقارن انتقالی) نیازمند حداقل ایجاد حداقل دو فوتون با اندازه حرکت صفر است. انرژی دو فوتون یا معادل آن، فرکانس‌های آن‌ها، ممکن است توسط قانون بقای چهار-تکانه تعیین شود.
از منظر دیگر، فوتون می‌تواند به‌عنوان پادذره خودش در نظر گرفته شود (بنابراین یک آنتی‌فوتون همان فوتون معمولی است). فرایند معکوس، فرایند جفت‌سازی است که در زمانی‌که یک فوتون پرانرژی مانند فوتون‌های سازنده امواج گاما از درون ماده عبور می‌کند و انرژی خود را از دست می‌دهد، سازوکار غالب است. این فرایند در واقع معکوس فرایند نابودی یک فوتون در میدان الکتریکی یک هسته اتمی است.
فرمول کلاسیک انرژی و اندازه حرکت تابش الکترومغناطیسی می‌تواند برمبنای رخدادهای فوتونی بیان شود. به‌عنوان مثال، فشار تابش الکترومغناطیس بر روی یک جسم ناشی از انتقال اندازه حرکت فوتون در واحد زمان در واحد سطح برای آن جسم است، زیرا فشار یک نیروی وارده بر واحد سطح اس و نیرو در اندازه حرکت در واحد زمان تغییر می‌کند.
هر فوتون حامل دو شکل مستقل و مجزا از اندازه حرکت زاویه‌ای نوری است. اندازه حرکت زاویه‌ای اسپینی نور برای یک فوتون مشخص همیشه برابر با ħ+ یا ħ− است. اندازه حرکت زاویه‌ای اوربیتالی نور برای یک فوتون مشخص می‌تواند هر عدد صحیحی از جمله صفر باشد.

### بررسی‌های تجربی روی جرم فوتون
نظریه‌های پذیرفته شده امروزی در فیزیک، بر صفر بودن جرم فوتون تأکید دارند. اگر فوتون دارای جرم دقیقاً صفر نباشد، درنتیجه در خلأ، فوتون با سرعت نور حرکت نخواهد کرد و سرعت آن کمتر خواهد بود و به میزان فرکانس آن بستگی خواهد داشت. البته چنین موضوعی بر نسبیت بی‌تاثیر خواهد بود، چون سرعتی که از آن به‌عنوان سرعت نور یاد می‌شود، سرعت واقعی برای نور نخواهد بود و تنها یک ثابت طبیعی برای بالاترین حد سرعت است که هر جسمی در فضا-زمان، به‌صورت نظری قادر خواهد بود به آن برسد؛ بنابراین، سرعتی که امروزه برای نور تعیین شده‌است، معادل سرعت فوتون نبوده و تنها سرعت موج‌های فضا-زمان (مانند امواج گرانشی و گراویتون‌ها) خواهد بود.
اگر فوتون، دارای جرم غیرصفر باشد، اثرات دیگری نیز به‌وجود خواهد آمد. در این صورت، قانون کولن اصلاح خواهد شد و میدان الکترومغناطیس دارای یک درجه آزادی فیزیکی بیشتر خواهد شد. این اثرات کاوش‌های آزمایشی حساس‌تری از جرم فوتون را نسبت به وابستگی فرکانسی سرعت نور، منجر می‌شوند. اگر قانون کولن دقیقاً معتبر نباشد، درنتیجه این منجر به این می‌شود که در مجاورت یک میدان الکتریکی خارجی، ایجاد یک میدان الکتریکی درون یک رسانای توخالی ممکن شود. این موضوع موجب فراهم شدن امکان آزمون فوق‌العاده دقیق قانون کولن می‌شود. یک نتیجه ابطال کننده برای چنین آزمایشی دارای محدودیت m ≲ ۱۰−۱۴ eV/c۲ است.
حدود دقیق‌تر بالایی برای سرعت نور در آزمایش‌هایی که به‌منظور تشخیص اثرات ایجاد شده توسط پتانسیل برداری مغناطیسی، به‌دست آمده‌اند. اگرچه پتانسیل برداری کهکشانی به‌خاطر وجود میدان مغناطیسی کهکشانی در مقیاس‌های بسیار عظیم، خیلی بزرگ است، اگر فوتون فاقد جرم باشد، تنها میدان مغناطیسی قابل مشاهده خواهد بود. در صورتی‌که فوتون دارای جرم باشد، عبارت جرم 1/2m2AμAμ پلاسمای کیهانی را تحت تأثیر قرار می‌دهد. این حقیقت که چنین اثری مشاهده نشده‌است، به این موضوع اشاره دارد که فوتون دارای یک حد بالایی معادل m < ۳×۱۰−۲۷ eV/c۲ است. پتانسیل برداری کهکشانی می‌تواند همچنین به‌صورت مستقیم با اندازه‌گیری گشتاور اعمال شده بر یک حلقه مغناطیسی شده، مورد جستجو واقع شود. از چنین روش‌هایی برای به‌دست آوردن حد بالایی دقیق‌تری از ۱٫۰۷×۱۰−۲۷ eV/c۲ که توسط گروه داده ذرات به‌دست آمده، استفاده می‌شود.
این حدود بالایی دقیق‌تر از اثرات غیرمشاهده‌ای ایجاد شده توسط پتانسیل برداری کیهانی به‌صورت یک وابسته مدل نشان داده شده‌اند. اگر جرم فوتون از طریق سازوکار هیگز ایجاد شود، درنتیجه حد بالایی m ≲ ۱۰−۱۴ eV/c۲ ناشی از آزمون قانون کولن معتبر خواهد بود. انرژی فوتون به مقدار طول موج و فرکانسش بستگی دارد طبق معادله زیر:
E=hv
E  برابر جرم فوتون
h  ثابت پلانک
V سرعت فوتون
یا رابطه ی :
fλ = c
λ برابر طول موج
c سرعت نور
F فرکانس
و همین رابطه اگر سرعت فوتون با سرعت نور برابری کند:
۱=λ^۲
یعنی طول موج در این حالت برابر ۱ است. در نتیجه سرعت فوتون به طول موج آن بستگی دارد.

## نورشناسی و محاسبات کوانتومی
تحقیقات زیادی به کاربردهای فوتون در زمینه نورشناسی کوانتومی اختصاص داده شده‌است. مطالعات زیادی در مورد فوتون‌ها به‌منظور استفاده از آن‌ها به‌عنوان اجزای سازنده کامپیوترهای کوانتومی فوق‌العاده سریع انجام شده‌است و در این میان درهم‌تنیدگی کوانتومی فوتون‌ها، بخش اصلی تحقیقات را به خود اختصاص داده‌است. فرایندهای نوری غیرخطی زمینه تحقیقاتی فعال دیگری در زمینه مطالعه فوتون‌ها هستند که شامل مواردی مانند جذب دو فوتون، خودمدولاسیون فازی، بی‌ثباتی مدولار، نوسان‌ساز پارامتری نوری است. با این‌حال، چنین فرایندهایی معمولاً نیازی به خود فوتون‌ها ندارند و غالباً ممکن است که با استفاده از اتم‌ها به‌عنوان نوسان‌گر غیرخطی به انجام برسند. فرایند غیرخطی تبدیل خودبخودی پارامتری پایین اغلب برای تولید حالت‌های تک فوتونی استفاده می‌شود. سرانجام، فوتون‌ها در برخی از زمینه‌های مربوط به مخابرات نوری، به‌ویژه در رمزنگاری کوانتومی ضروری هستند.

## واژه‌نامه
1. ↑  Probability amplitude
2. ↑  Energy elements
3. ↑  Leonard T. Troland
4. ↑  René Wurmser
5. ↑  Frithiof Wolfers
6. ↑  Flavour quantum number
7. ↑  Spin angular momentum
8. ↑  Circular polarization
9. ↑  Center-of-momentum frame
10. ↑  Conservation of momentum
11. ↑  Translational symmetry
12. ↑  conservation of four-momentum.
13. ↑  Angular momentum of light
14. ↑  Spin angular momentum of light
15. ↑  Light orbital angular momentum
16. ↑  Null result
17. ↑  Galactic vector potential
18. ↑  Galactic magnetic field
19. ↑  Particle Data Group
20. ↑  Two-photon absorption
21. ↑  Modulational instability
22. ↑  Optical parametric oscillator
23. ↑  Spontaneous parametric down-conversion